# Spanische Badmintonmeisterschaft 1983
Die Spanische Badmintonmeisterschaft 1983 fand in Madrid statt. Es war die zweite Austragung der nationalen Titelkämpfe von Spanien im Badminton.

## Titelträger
| Disziplin    | Sieger                            |
| ------------ | --------------------------------- |
| Herreneinzel | Pedro V. Blach                    |
| Dameneinzel  | Margarita Miguelez                |
| Herrendoppel | José Luis Manivesa José Matos     |
| Damendoppel  | Margarita Miguelez Aída Carballal |
| Mixed        | Pedro V. Blach Rosa Pérez         |